# 15. návštěvní expedice (ISS)
15. návštěvní expedice (zkráceně EP-15; rusky Пятнадцатая экспедиция посещения, ЭП-15) na Mezinárodní vesmírnou stanici (ISS) byla krátkodobá výprava amerického producenta počítačových her Richarda Garriotta na stanici. Po týdenním pobytu na ISS a splnění plánovaného programu se Garriott vrátil na Zem.

## Posádka

### Hlavní
- Richard Garriott (1), účastník kosmického letu, soukromník

V závorkách je uveden dosavadní počet letů do vesmíru včetně této mise.

### Záložní
- Nik Halik, soukromník

## Průběh výpravy

### Přípravy
Mezinárodní vesmírná stanice (ISS) byla od začátku listopadu 2000 trvale osídlena lidmi. Základní posádky stanice byly do havárie Columbie střídány raketoplány, jako záchranné čluny jim sloužily lodě Sojuz. Po přerušení letů raketoplánů v důsledku havárie byla velikost základních posádek stanice snížena na dva kosmonauty, jejichž dopravu zajišťovaly Sojuzy. Třetí místo v lodích obsazovali členové návštěvních posádek, po týdnu se vracející na Zem starým Sojuzem.
Místo v Sojuzu TMA-13 startujícím v říjnu 2008 obsadil americký podnikatel a producent počítačových her Richard Garriott, syn astronauta NASA Owena Garriotta. První zprávy o jeho připravovaném letu do vesmíru zveřejnila společnost Space Adventures v září 2007, když už měl za sebou první lékařské prohlídky. Tehdy na místo v Sojuzu TMA-13 kandidoval i ruský politik Vladimir Gruzděv, nicméně jeho let byl ještě na podzim 2007 odsunut na později a nakonec zrušen.
V lednu 2008 Garriott zahájil výcvik ve Středisku přípravy kosmonautů (CPK) v Hvězdném městečku. Za cestu zaplatil 30 miliónů dolarů.
Náhradníkem Garriotta se stal australský multimilionář a investor Nik Halik. Informace o jeho zařazení do záložní posádky Sojuzu TMA-13 přinesl australský tisk koncem roku 2007, oficiálně byl do posádky zařazen v lednu 2008, kdy společně s Garriottem zahájil přípravu. Za výcvik a roli náhradníka zaplatil 3 milióny dolarů.

### Let
Jurij Lončakov a Michael Fincke z Expedice 18 společně s Richardem Garriottem odstartovali 12. října 2008 v 7:02 UTC z kosmodromu Bajkonur v lodi Sojuz TMA-13; po dvou dnech samostatného letu se 14. října ve 8:26 UTC spojili se stanicí.

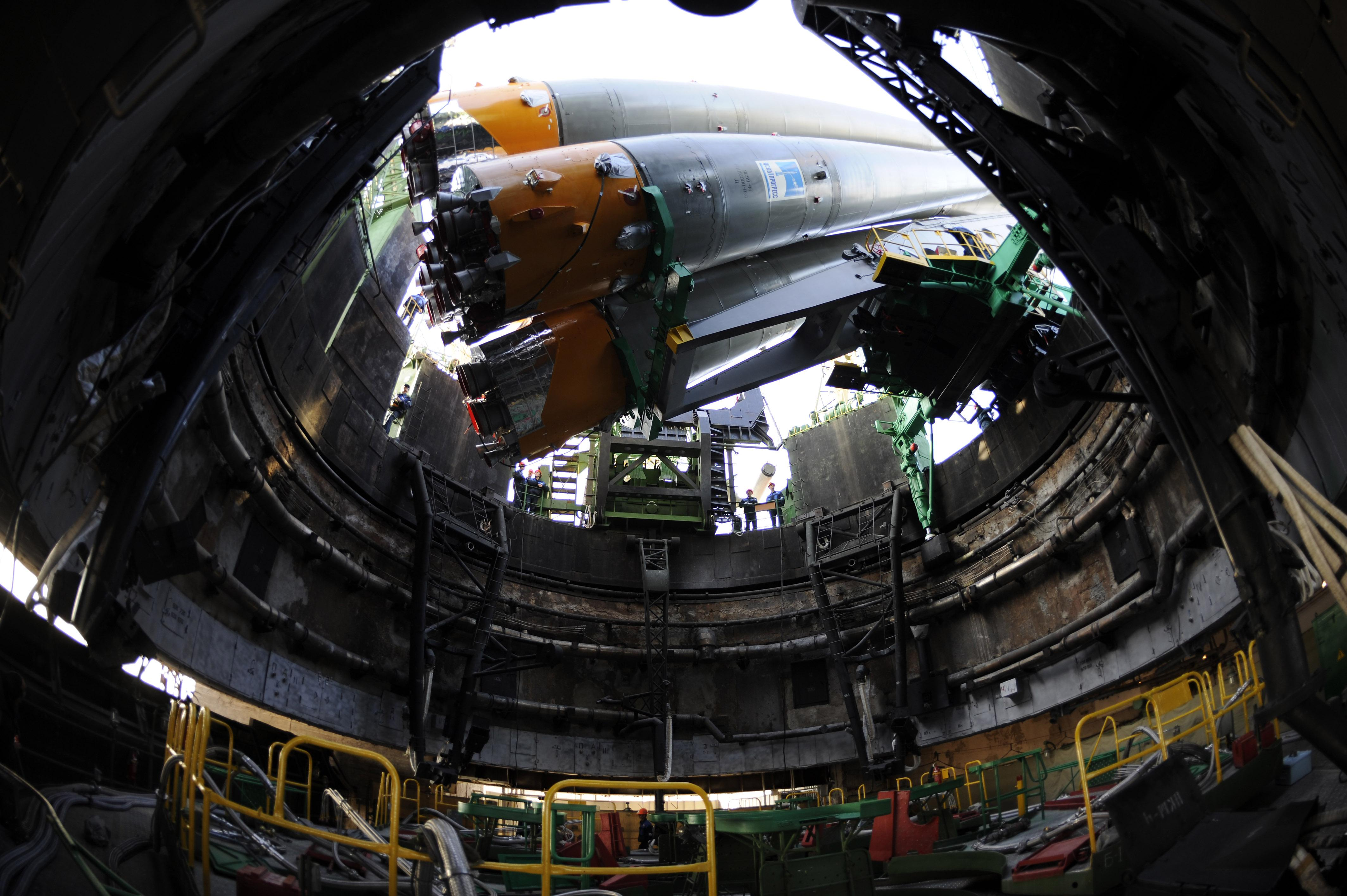
Instalace nosné rakety Sojuz-FG se Sojuzem TMA-13 na startovní rampu. 10. října 2008

Po spojení se kosmonauti uvítali s posádkou ISS, vyložili náklad pro stanici a zahájili plánovanou činnost. Garriott měl na programu devět experimentů, z toho dva pro Evropskou kosmickou agenturu (ESA) a tři pro NASA.
Dvojice pokusů připravená společně s ESA byly experimenty MOP-G (zkoumání adaptace vestibulárního systému kosmonautů na stav beztíže) a Muscle-G (studium atrofie vnitřních svalů lidského těla ve stavu beztíže).
Na americkém segmentu stanice se Garriott prováděl hodnocení kvality vidění v podmínkách kosmického letu v experimentu CORNEA-G, sledování imunitního systému v experimentu IMMUNO-G a sledování pohybů kosmonauta ve spánku v experimentu SLEEP-G.
Dále se věnoval experimentu PCG (srovnání procesů krystalizace bílkovin na oběžné dráze a na Zemi), demonstroval platnost zákona zachování energie v experimentu DHL-G, namaloval obraz v experimentu Picture a pohovořil se studenty škol ve Spojených státech, Spojeném království a Malajsii.
Experimenty zabraly americkému turistovi 33 hodin, 5 hodinami práce pomohli i ruští kosmonauti; vyžádaly si dodávku 16,78 kg vybavení na stanici a návrat na Zem 5,51 kg materiálu s výsledky.
Po týdenním pobytu na ISS se 24. října 2008 v 0:16 UTC Garriott a vracející se posádka Expedice 17 v Sojuzu TMA-12 odpoutali od stanice a týž den ve 3:37 UTC přistáli v severním Kazachstánu, 89 km severně od Arkalyku.